# Mercedes-Benz C111
C111 — серия экспериментальных прототипов, выпущенных немецкой компанией Mercedes-Benz в 1960-е и 1970-е годы. Компания экспериментировала как с новыми технологиями двигателестроения, такими как двигатель Ванкеля, дизельными двигателями и турбонаддувом, и использовала C111 как основу для тестов; так и с материалами изготовления кузова. Другими концептуальными деталями были двери типа «Крыло чайки», люкс интерьер, отделанный замшей и кондиционер.

## История
Первая версия экспериментальной модели C111 была завершена в 1969 году. Её премьера состоялась в сентябре в рамках Франкфуртского автосалона. Автомобиль оснащался корпусом из стекловолокна и установленным в середине трёхроторным двигателем Ванкеля с прямым впрыском топлива (код M950F). Следующая модификация появилась в 1970 году. На ней был представлен четырёхроторный двигатель мощностью 257 кВт (350 л. с.). По сообщению компании-производителя концепт-кар мог достичь скорости в 300 км/ч (186 миль/ч).
Тем не менее, немецкий концерн принял решение завершить программу экспериментов с двигателем Ванкеля и перевести внимание и ресурсы на дизельные силовые агрегаты. Уже в 1976 году была представлена модель C111-IID, мощность двигателя которой составляла 140 кВт (190 л. с.). Базой для создания нового экспериментального ДВС послужил агрегат OM617 от модели 240D 3.0 W115. Следующая модификация, C111-III, получила рядный пятицилиндровый дизельный двигатель OM617 с турбонаддувом, максимальная мощность которого составляла 170 кВт (230 л. с.) при 4500 оборотах в минуту.
В 1979 году была представлена четвёртая версия экспериментального автомобиля, C111-IV, которую оснастили силовым агрегатом V8 с турбонаддувом типа KKK. Максимальная мощность новой модели составляла 372 кВт (500 л. с.). На этом немецкая компания прекратила эксперименты с серией C111. Всего было произведено 16 экземпляров концепт-кара: 13 автомобилей первого и второго поколения с двигателем Ванкеля, 2 автомобиля с дизельным двигателем третьего поколения и один автомобиль четвёртого поколения с двигателем V8. 4 из них были проданы, 12 были сохранены в музее Mercedes-Benz.

## Модификации

### C111-I

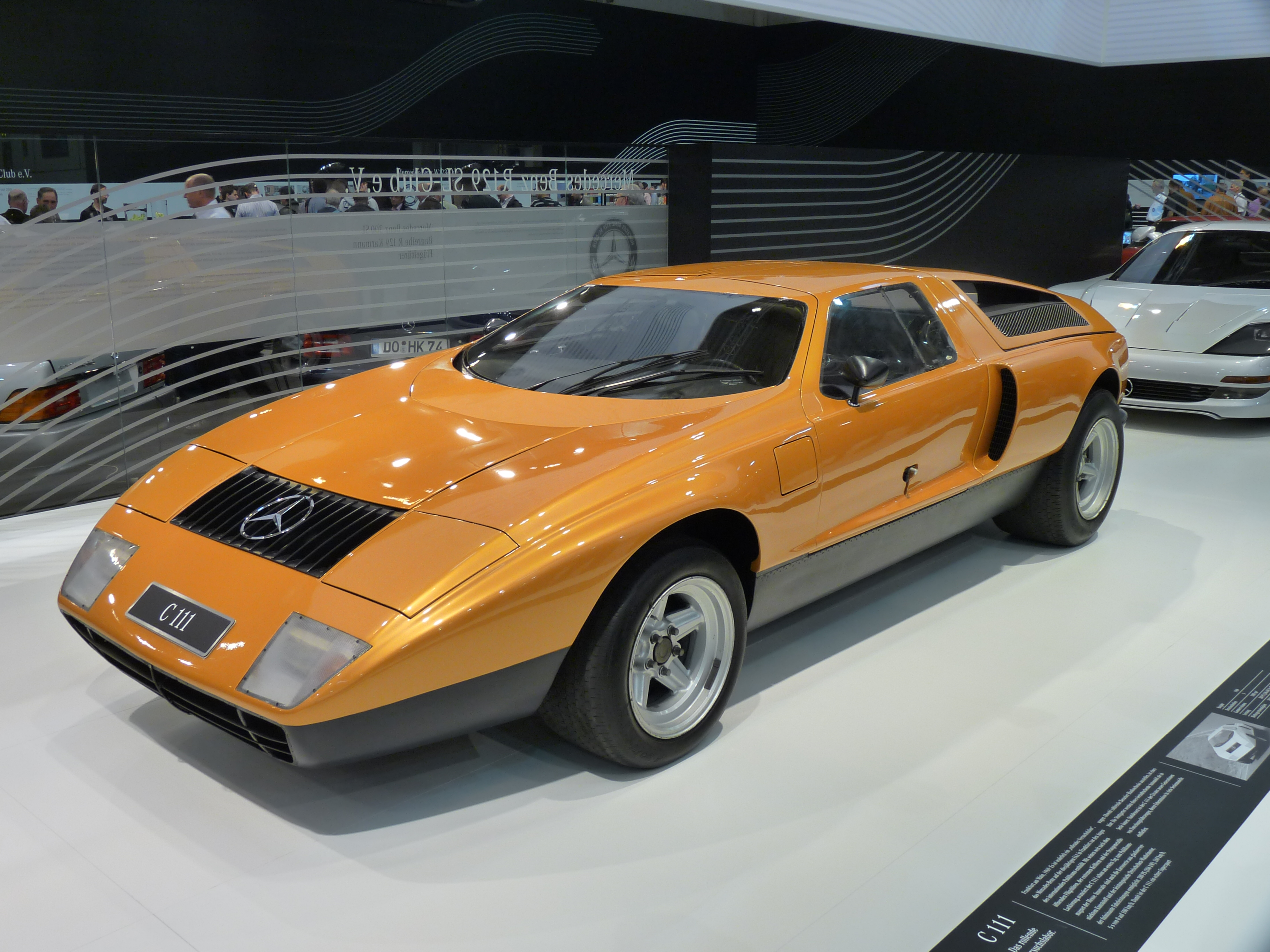
Mercedes-Benz C111-I

Первая версия C111 была представлена на франкфуртском автосалоне в 1969 году. Автомобиль имеет кузов из стекловолокна и трёхсекционный роторный двигатель Ванкеля с непосредственным впрыском топлива, установленный в базе. Двигатель имел мощность 280 л.с. и позволял автомобилю массой 1100 кг развивать максимальную скорость 270 км/ч. Один из гонщиков испытателей Рон Вакенфельд отмечал низкий уровень шума двигателя, более низкий, чем у 12-цилиндрового агрегата у Lamborghini Miura

### C111-II

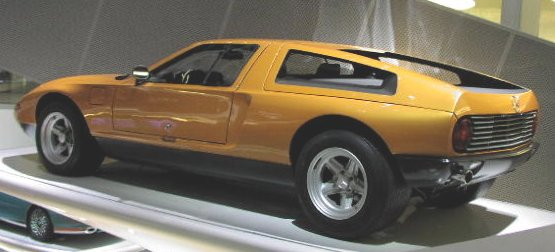
Mercedes-Benz C111-II

Следующая версия появилась в 1970 году на Женевском автосалоне. В автомобиле был установлен четырёхсекционный двигатель Ванкеля мощностью 370 л.с. (350 л. с. по другим данным[каким?]). Автомобиль разгонялся до «сотни» за 4,9 с и имел максимальную скорость 300 км/ч.

#### C111-IID
Позднее, во времена энергетического кризиса, Mercedes начал экспериментировать с дизельными двигателями, с целью показать возможности автомобилей оборудованных дизельными двигателями, В результате чего в 1976 году появился C111-IID с рядным пятицилиндровым дизельным двигателем от модели 300SD объёмом 3 литра. Двигатель был слегка модернизирован и оборудован турбокомпрессором, благодаря чему он выдавал мощность 190 л.с. Автомобиль имел серийный номер 31. Дизельная итерация С111 побила 13 рекордов для дизельных машин на трассе Нардо.

### C111-III

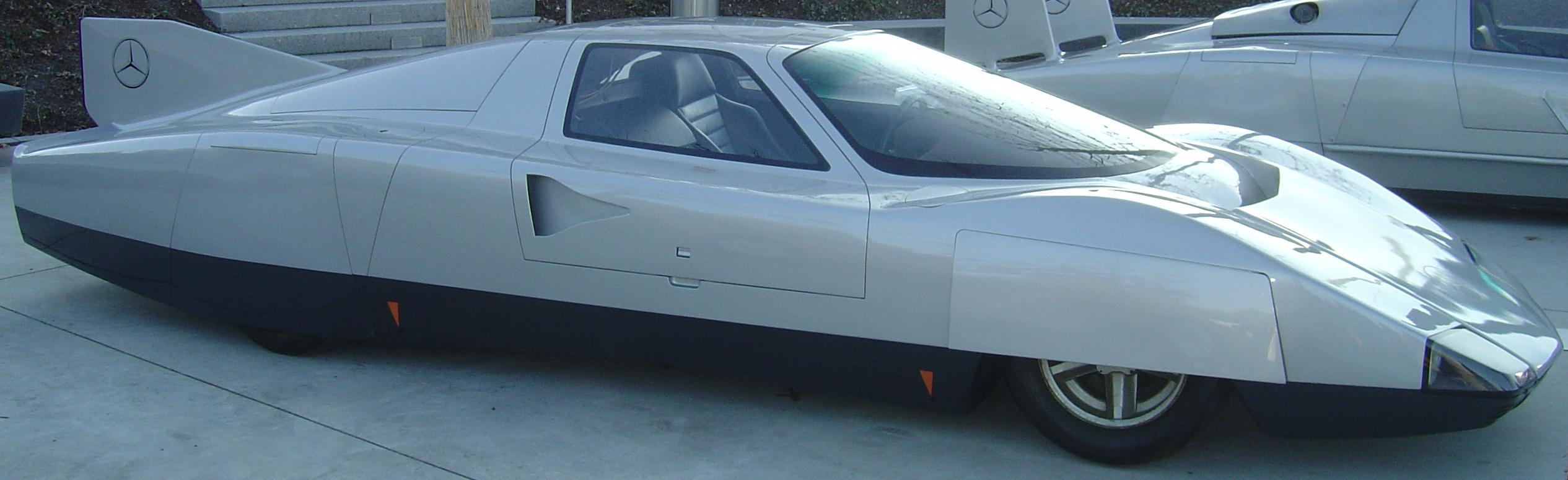
Mercedes-Benz C111-III

Компания решила не использовать двигатель Ванкеля и вернулась к экспериментам с дизельными двигателями для третьей модификации C111. Оборудованный 5-цилиндровым рядным дизельным мотором, мощностью 230 л. с. при 4400—4600 об/мин с 5-ступенчатой механической коробкой передач, автомобиль побил 9 дизельных и газовых рекордов скорости. Третья версия обладает улучшенной аэродинамикой, коэффициент лобового сопротивления составляет всего 0,191. Благодаря этому в 1978 году на трассе Нардо C111 достиг скорости в 322 км/ч, и средней скорости в 316 км/ч за 12 часов.

### C111-IV

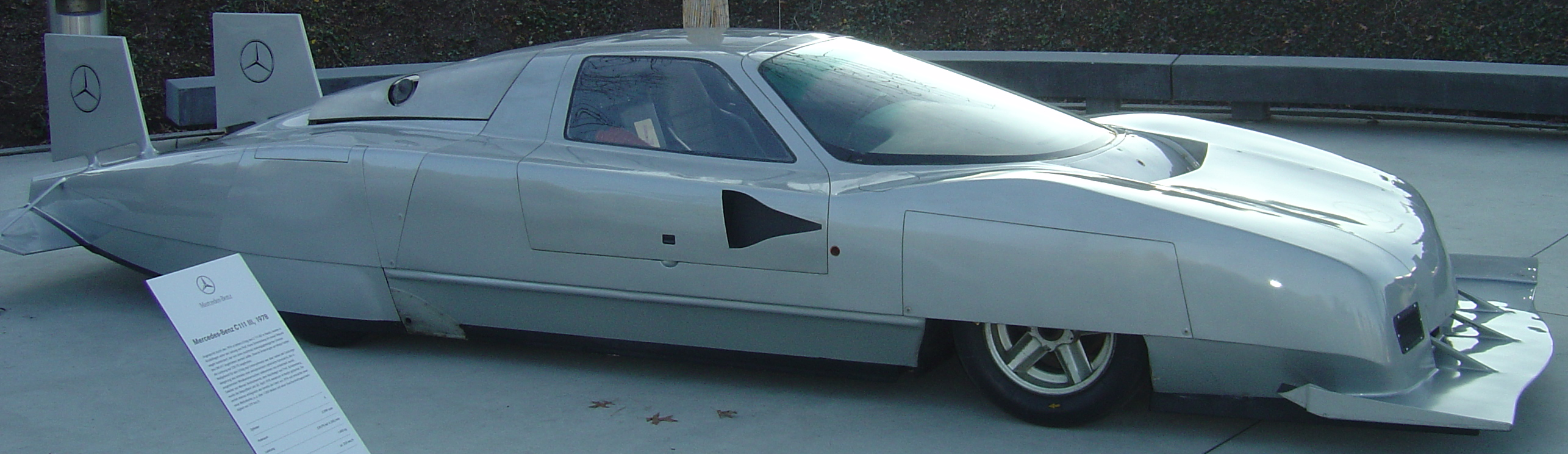
Mercedes-Benz C111-IV

Четвёртая версия появилась в 1979  году. Обладая 4,8-литровым 500-сильным двигателем V8 с 2 турбонаддувами KKK, автомобиль поставил новый рекорд: средняя скорость круга составила - 403,78 км/ч. Рекорд был поставлен Хансом Лейбольдом за 1 минуту и 56,67 секунд 5 мая 1979 года.

## Мировые рекорды
На итальянском треке Нардо были получены следующие рекорды:

### C111-II Diesel
| Дистанция, км | Средняя скорость, км/ч   | Дистанция, миль | Средняя скорость, км/ч   | Дистанция, ч | Средняя скорость, км/ч |
| ------------- | ------------------------ | --------------- | ------------------------ | ------------ | ---------------------- |
| 10            | 220,619                  | 10              | 227,353                  | 1            | 253,770                |
| 100           | 251,148                  | 100             | 252,875                  | 6            | 252,578                |
| 500           | 254,086                  | 500             | 252,930                  | 12           | 253,616                |
| 1.000         | 253,307                  | 1000            | 252,737                  | 24           | 253,030                |
| 5.000         | 252,903                  | 5.000           | 252,540 (Мировой рекорд) |              |                        |
| 10.000        | 252,249 (Мировой рекорд) | 10.000          | 251,798 (Мировой рекорд) |              |                        |

### C111-III Diesel
| Дистанция, км | Средняя скорость, км/ч | Дистанция, миль | Средняя скорость, км/ч | Дистанция, ч | Средняя скорость, км/ч |
| ------------- | ---------------------- | --------------- | ---------------------- | ------------ | ---------------------- |
| 100           | 316,484                | 100             | 319,835                | 1            | 321,843                |
| 500           | 321,860                | 500             | 320,788                | 6            | 317,796                |
| 01.000        | 318,308                | 01.000          | 319,091                | 12           | 314,463                |

## GWA Tuning Ciento Once
Компанией GWA Tuning был создан в 2010 году спорткар, названный Ciento Once (в переводе с испанского означает 111), в память о Mercedes-Benz C111 и внешне на него похожий. Автомобиль построен на трубчатом каркасе и имеет алюминиевые кузовные панели, изготовленные вручную. Масса автомобиля составляет 1400 кг, а его колесная база 2616 мм. Двенадцатицилиндровый бензиновый двигатель объёмом 6,0 л мощностью 408 л. с. позаимствован у 600-х. Двигатель агрегатирован с шестиступенчатой механической коробкой передач Cima. Спорткар имеет тормозные механизмы от седана Mercedes-Benz S55 AMG (W220), регулируемую подвеску, настраиваемый задний спойлер, 19-дюймовые колесные диски с покрышками размерности 265/35 спереди и 20-дюймовые с шинами 295/30 сзади. Динамические характеристики Ciento Once не сообщаются. На данный момент автомобиль построен в единственном экземпляре и не принято решение о серийном его выпуске.